# Túnel da Marítima
O Túnel Ferroviário da Gamboa, mais conhecido como Túnel da Marítima, é um túnel ferroviário localizado na cidade e estado do Rio de Janeiro, no Brasil.

## Histórico
Trata-se de um antigo túnel ferroviário, com 315 metros de extensão, que liga a região da Estação Ferroviária Central do Brasil ao Cais do Porto, perfurado no Morro da Providência.
O túnel foi originalmente construído em 1879, como parte de um ramal cargueiro da Estrada de Ferro Dom Pedro II, para facilitar o escoamento de mercadorias aos armazéns do Porto do Rio de Janeiro. Com o encerramento das atividades do ramal no início de 1995, o túnel foi fechado.
Esta estrutura adquiriu destaque no noticiário policial da cidade em meados de 2006, quando a polícia descobriu que o mesmo era utilizado como rota de fuga, depósito de armas, munições e entorpecentes, além de cemitério clandestino da criminalidade da área. Suspeita-se que aqui sejam encontrados os restos mortais da estudante Priscila Belfort, irmã do lutador Vítor Belfort, desaparecida desde 2004.
Após décadas desativado, com o projeto do Porto Maravilha, o túnel passou a fazer parte do projeto para a implantação do VLT Carioca. Para isso foi feita a limpeza e a reforma do túnel, para que futuramente fosse utilizado como passagem para os trilhos da Linha 2 do VLT Carioca, que opera entre Praça XV (Rio de Janeiro) e o Terminal Rodoviário do Rio de Janeiro.
O túnel foi finalmente reaberto em outubro de 2017, junto com a inauguração do trecho completo da Linha 2 do VLT.